# 양승경
양승경(楊承慶, ?~?)은 발해의 무관이다.

## 생애
그는 발해의 보국대장군 행목저주자사 병서소정 개국공(輔國大將軍 行木底州刺史 兵署少正 開國公)으로 758년, 견발해사(견고려사)로 양태사, 풍방례 등 20여 명과 함께 일본에 파견되었으며, 일본으로부터 정삼위(正三位)를 받았다. 이 때 그들과 함께 일본에 도착한 오노 다모리(小野田守) 일행은 2계급 특진시켰으며, 구다라이미키 미타나리에게 양승경을 따라 후지와라노 기요카와를 발해로부터 맞이해오도록 했다.
이후 그를 포함한 사신단에게는 견 40필, 명주실 200구, 면 300둔, 금 4필, 양면 2필, 백라 10필, 채백 40필, 백면 100첩을 선물했다.

## 참고 자료
- 유, 득공 (1784). 《발해고》. 신고(臣考).